# Gustavo Cadile
Gustavo Cadile (Junín, 5 de mayo de 1969) es un diseñador de moda argentino.

## Infancia
Nació en la ciudad de Junín (Buenos Aires), Argentina. Su casa de nacimiento se encuentra al frente de la casa donde se crio el icono argentino de Eva Perón. Cuando era chico, se hizo amigo de la Señora Eloisa, la prima de "Evita", quien fue la que le mostró todos los diseños y vestidos de alta costura que Eva compraba a Christian Dior; fue desde ese momento en que se enamoró de la moda.

## Sus Primeros Pasos
Como Evita, viajó a Buenos Aires para comenzar su carrera a los 17 años en la capital argentina, donde entró a estudiar Diseño Gráfico y Publicitario. Gustavo encontró la fama cuando conoció a Manuel Lamarca, quien le dio su primer empleo. 
En 1992, Gustavo se mudó a EE. UU. para dedicarse a un trabajo de jornada completa en Diseño Industrial. Su primera incursión en la venta al por menor en Estados Unidos, fue 5 años después en el Departamento de Costura de Neiman Marcus Bal Harbor en Florida. Trabajando, uno a uno, todos los diseños de damas de alta costura en Miami. Gustavo comenzó a usar su instinto con su agudo entendimiento de lo que el consumidor quiere, y como a las mujeres les gusta, se ven y se sienten con la ropa.

## Carrera
En 1998, después de completar su Título de Diseñador de Moda del Colegio Internacional de Bellas Artes de Florida y ganó el premio a mejor diseñador de moda del US Award, junto a Narciso Rodríguez,[cita requerida] Gustavo se mudó a Italia y empezó a trabajar en el famoso Couture House. Al mismo tiempo, comenzó a trabajar como diseñador de varias formas famosas italianas. En el 2000, Gustavo se mudó a Nueva York para comenzar a trabajar en la recién creada marca Perry Ellis.
En el 2005, recién lanzó su primera colección de vestidos con su nombre, Gustavo Cadile. Esta marca fue una combinación del glamour argentino, la sensibilidad europea y el estilo americano. En 3 cortos años, Gustavo Cadile se estableció una Sede de Diseño en Nueva York en vías de desarrollo con colecciones de alta calidad, estilo y elegancia.
En el 2007, Gustavo creó un vestido para la Miss Universo en la Semana de la Moda de Nueva York 2007, y también diseñó vestidos para la Colección de la Carpeta Roja parecido en Bryan Park.

## Famosos y Celebridades
Estrellas que han usado ropa de Gustavo Cadile: Catherine Zeta-Jones, Eva Longoria, Reese Witherspoon, Queen Latifah, Geena Davis, January Jones, Kate Walsh, Jewel, Vanessa Williams, Jenna Fischer, Gloria Estefan, Susana Giménez, Kelly Preston, Elizabeth Hurley, Laura Prepon,